# John Ajvide Lindqvist
John Ajvide Lindqvist (Stoccolma, 2 dicembre 1968) è uno scrittore svedese di genere horror, definito lo Stephen King scandinavo.

## Biografia
Nato e cresciuto a Blackeberg, un sobborgo nei pressi di Stoccolma, ha lavorato per dodici anni come prestigiatore e cabarettista, ha scritto testi per il teatro e la televisione, lavorando come autore delle battute di molti comici svedesi.
Pubblica il suo primo romanzo nel 2004, Låt den rätte komma in, pubblicato in Italia con il titolo Lasciami entrare da Marsilio Editore. Il romanzo, divenuto un best seller in Svezia e pubblicato in 12 lingue, è un horror vampiresco che racconta l'amicizia tra un bambino e un vampiro dall'aspetto di bambina. Dal romanzo è stato tratto un film omonimo diretto da Tomas Alfredson e sceneggiato dallo stesso Lindqvist, che ha ridotto l'opera narrativa eliminando personaggi ed interi episodi, ma ha saputo conservare gli sviluppi essenziali, permettendo alla pellicola di raccogliere molte recensioni favorevoli nei numerosi festival in cui è stata proposta, e un buon successo di pubblico alla sua uscita nelle sale. Nel 2010 è stato inoltre realizzato un remake in lingua inglese.
Nel 2005 pubblica il suo secondo romanzo L'estate dei morti viventi (Hanteringen av odöda); a differenza del primo romanzo in questa opera si parla di zombi, genere da lui sempre apprezzato, soprattutto nelle opere di Lucio Fulci. Come il suo primo romanzo, anche questa opera sarà adattata per il grande schermo.
Nel corso del 2010 esce Il porto degli spiriti, cui seguirà un ulteriore adattamento cinematografico ancora con la collaborazione di Tomas Alfredson.
La casa di produzione Tre Vänner aveva acquisito i diritti cinematografici di Handling the Undead e stava pianificando una futura produzione. Tuttavia, il forte interesse per una versione statunitense portò alla richiesta di vendere i diritti a una società degli Stati Uniti. Lindqvist rifiutò e il film non venne realizzato. I diritti di Tre Vänner per un adattamento sono scaduti nel 2012.
Dal racconto Confine nella raccolta Muri di carta è stato tratto nel 2018 il film Border - Creature di confine.

## Opere

### Romanzi
- Lasciami entrare, traduzione di Giorgio Puleo, Marsilio Editore, 2006,  p. 461, ISBN 88-317-9010-2.
- L'estate dei morti viventi, traduzione di Giorgio Puleo, Marsilio Editore, 2008,  p. 384, ISBN 978-88-317-9454-1.
- Il porto degli spiriti, traduzione di Giorgio Puleo, Marsilio Editore, 2010,  p. 496, ISBN 978-88-317-0568-4.
- Una piccola stella, traduzione di Alessandro Bassini, Marsilio Editore, 2013,  p. 494, ISBN 978-88-317-1461-7.
- Musica dalla spiaggia del paradiso, traduzione di Alessandro Bassini, Marsilio Editore, 2015,  p. 432, ISBN 978-88-317-2140-0.
- L'altro posto, traduzione di Alessandro Bassini, Marsilio Editore, 2018,  p. 314, ISBN 978-88-317-2935-2.
- La scritta sull'acqua, traduzione di Francesca Sophie Giona e Samanta K. Milton Knowles, 2025, p. 512, ISBN 978-8829718955.

### Antologie di racconti
- Muri di carta, traduzione di Alessandro Bassini, Marsilio Editore, 2012,  p. 477, ISBN 978-88-317-1175-3.

## Premi e riconoscimenti
Guldbagge
2009 - Migliore sceneggiatura - Lasciami entrare